# 東福製粉
東福製粉株式会社（とうふくせいふん、英: Tofuku Flour Mills Co., Ltd.）は、かつて存在した日本の製粉会社。

## 概要
小麦粉、ミックス粉等の製造販売、麺類・穀類等の仕入販売等を行っていた。その他、不動産賃貸事業も行っていた。九州地区を基盤とする。2015年9月期の連結売上構成は製粉事業99.9%、不動産賃貸事業0.1%となっている。
独立系であったが、2006年に冷凍倉庫・食品販売会社の株式会社ヤマオカ（兵庫県尼崎市）が大株主となった。2007年にヤマオカが所持していた株式を日本製粉（後のニップン）に売却したため日本製粉が筆頭株主となった。その後、2014年の株式公開買付け、2016年の株式交換を経て、ニップンの完全子会社となる。
2021年4月1日をもって親会社のニップンに吸収合併され解散した。
正式社名は福の文字が「示へん」であるが、証券取引所等では「東福製粉株式会社」と表記されていた。

## 沿革
- 1932年（昭和7年）10月 - 木徳製粉株式会社として設立。
- 1935年（昭和10年）2月 - 愛知製粉株式会社を買収し、岡崎工場とする。
- 1940年（昭和15年）1月 - 東福製粉株式会社に変更
- 1941年（昭和16年）4月 - 鹿児島市に鹿児島工場を開設。
- 1953年（昭和28年）3月 - 福岡証券取引所に上場。
- 1961年（昭和36年）10月 - 東京証券取引所第2部に上場。
- 1970年（昭和45年）12月 - 岡崎工場を閉鎖し、ボウリング場（岡崎トーフクボウル）に転換（1976年閉鎖）
- 1971年（昭和46年）
  - 6月 - 株式会社鹿児島トーフク（後の株式会社トーフク）を設立。
  - 11月 - 鹿児島工場を閉鎖し、ボウリング場（鹿児島トーフクボウル）に転換（2005年閉鎖）
- 2008年（平成20年）11月 - 日本製粉（後のニップン）の関連会社となる。
- 2012年（平成24年）1月 - 株式会社トーフクを吸収合併。
- 2014年（平成26年）8月 - 株式公開買付けにより日本製粉の連結子会社となる。
- 2016年（平成28年）
  - 1月 - 流通株式時価総額が所要額（5億円）未満となったため、東京証券取引所第2部の上場廃止。
  - 8月4日 - 同年9月21日開催の臨時株主総会での決議を経て、11月1日付で株式交換により日本製粉の完全子会社になる契約の締結を行ったことを発表[3]。
  - 10月27日 - 福岡証券取引所上場廃止。
  - 11月1日 - 株式交換により日本製粉の完全子会社となる。ただし、株式の5%を上限に野上英一及びその親族に再譲渡する予定。
- 2021年（令和3年） 4月1日 - 株式会社ニップンに吸収合併され、解散[2]。本社工場はニップン福岡那の津工場として4月以降も活用される[2]。

## 工場
- 本社工場（福岡市中央区）

## 関係会社

### 連結子会社
- 大江商店（福岡市中央区） - 食品卸販売

### 関連会社
- 東福互光株式会社（福岡市中央区） - ビル管理業

## 脚註
1. 1 2 3  東福製粉株式会社 第98期決算公告
2. 1 2 3 4  連結子会社の吸収合併（簡易合併・略式合併）に関するお知らせ（ニップン）2021年2月21日閲覧）
3. ↑  日本製粉株式会社による東福製粉株式会社の完全子会社化に関する株式交換契約締結（簡易株式交換）のお知らせ（適時開示情報閲覧サービス　2016年8月4日16:00開示　2016年8月5日閲覧）